# توني كوليهماينن
توني كوليهماينن (بالفنلندية: Toni Kolehmainen)‏ (20 يوليو 1988 بأولو في فنلندا - ) هو سياسي ولاعب كرة قدم فنلندي في مركز الوسط. شارك مع منتخب فنلندا تحت 21 سنة لكرة القدم ومنتخب فنلندا لكرة القدم. أما مع النوادي، فقد لعب مع إي زد ألكمار ونادي توركو ونادي هلسنكي وAC Oulu ‏ وHønefoss BK ‏ وأولون لويستينسيورا.

## وصلات خارجية
- توني كوليهماينن على موقع الاتحاد الدولي (مؤرشف)  (الإنجليزية)
- توني كوليهماينن على موقع الاتحاد الأوربي (الإنجليزية)
- توني كوليهماينن على موقع قاعدة بيانات كرة القدم.إي يو (الإنجليزية)
- توني كوليهماينن على موقع ناشيونال فوتبول تيمز (الإنجليزية)
- توني كوليهماينن على موقع Soccerway.com (الإنجليزية)
- توني كوليهماينن على موقع عالم كرة القدم.نت (الإنجليزية)